# Römische Tetrarchie

Karte der römischen Präfekturen zur Zeit der Tetrarchie

Die Römische Tetrarchie (von griechisch τετρα tetra ‚vier‘ und αρχη archē ‚Herrschaft‘, ‚Regierung‘, auch Vier-Kaiser-System) war ein Regierungssystem im Römischen Reich, das 293 n. Chr. von Kaiser Diokletian eingeführt wurde und nach seinem Rücktritt 305 n. Chr. nach und nach zerfiel. Es sah vier Herrscher im Kaiserrang vor (zwei Seniorkaiser mit dem Titel Augustus und zwei Juniorkaiser mit dem Titel Caesar). Auch über die mit der Ausrufung Konstantins zum Kaiser 306 n. Chr. einsetzende Auflösung der Tetrarchie hinaus behielten einzelne hier entstandene politische Ideen ihre Geltung; so blieb insbesondere das Mehrkaisertum bis 476/80 die Regel.
Die Zeit der Tetrarchie brachte für das Römische Reich wichtige innere Reformen mit sich und markiert den Beginn der Spätantike. Das Reich wurde dabei administrativ in einer West- und Osthälfte neu organisiert. Zahlreiche Provinzen wurden in kleinere Verwaltungseinheiten aufgeteilt, die militärische Verwaltung von der zivilen getrennt und stärker zentralisiert und bürokratisiert. Auch das Heer wurde neu in stationäre Grenztruppen und mobile Feldeinheiten gegliedert.

## Vorgeschichte

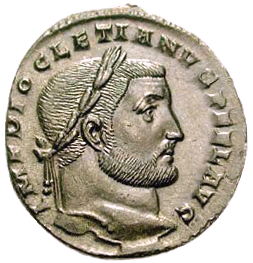
Diokletian

Als Diokletian 284 Kaiser wurde, stand er vor der Aufgabe, das Römische Reich und sein Herrschaftssystem zu reformieren, um die sogenannte Reichskrise des 3. Jahrhunderts (235–284/285) zu überwinden. Diese Phase war durch eine hohe politische Instabilität gekennzeichnet: Von außen war das Reich an Rhein und Donau ständig durch die Germanen und im Osten durch die neupersischen Sassaniden gefährdet, im Innern schwächten ständige Unruhen und Usurpationen das Reich. Jahrzehntelang wurde das Imperium von einer Kette von Bürgerkriegen geplagt, die auch das Ansehen des Kaisertums beschädigten.
Das Reich wurde von sogenannten Soldatenkaisern regiert, die nicht selten selbst aus der Armee stammten und meist fast alleine vom Heer bestimmt wurden. Zugleich strebten gerade die römischen Truppen in Kampfzonen nach „Kaisernähe“. Wenn der princeps gerade an anderer Stelle gebunden war, neigten sie dazu, erfolgreiche Feldherren zu Kaisern auszurufen, was zu Bürgerkriegen führte, die wiederum die Abwehrkraft gegen äußere Feinde verringerten. Der jeweilige Sieger im Bürgerkrieg konnte sich dann wieder nur um eine Front gleichzeitig kümmern und musste daher erneut Feldherren entsenden, die im Erfolgsfall wiederum nur allzu leicht nach der Macht griffen. Seit 180 war fast kein Kaiser mehr eines natürlichen Todes gestorben, und oft gab es mehrere Augusti, die sich gegenseitig bekämpften – in den Jahren 235–285 gab es insgesamt um die 70 Kaiser. Auch spalteten sich zeitweilig einzelne Gebiete wie das gallische und das palmyrenische Sonderreich ab.
Bereits Kaiser Gallienus (260–268) hatte auf dem Höhepunkt der Reichskrise einige wichtige Heeres- und Verwaltungsreformen angestoßen. Seinem Nachfolger Claudius Gothicus (268–270) gelangen vor allem gegen die Goten militärische Erfolge, so dass es Aurelian (270–275) möglich war, weitere wichtige innere Reformen durchzuführen, worauf aber wieder zahlreiche Usurpationen folgten. Bereits seit 253 wurden dabei immer öfter Verwandte der Kaiser als Mitherrscher installiert, ohne dass dies zunächst eine Stabilisierung der Monarchie bewirkt hätte. Im November 284 wurde dann der Gardeoffizier Diokletian zum Kaiser ausgerufen; er begann selbst als Usurpator. 285 setzte er sich gegen seinen Widersacher, den legitimen Kaiser Carinus, durch und konnte nunmehr ein umfassendes Reformprogramm beginnen, wobei er vielfach Ansätze seiner Vorgänger aufgriff und systematisierte.

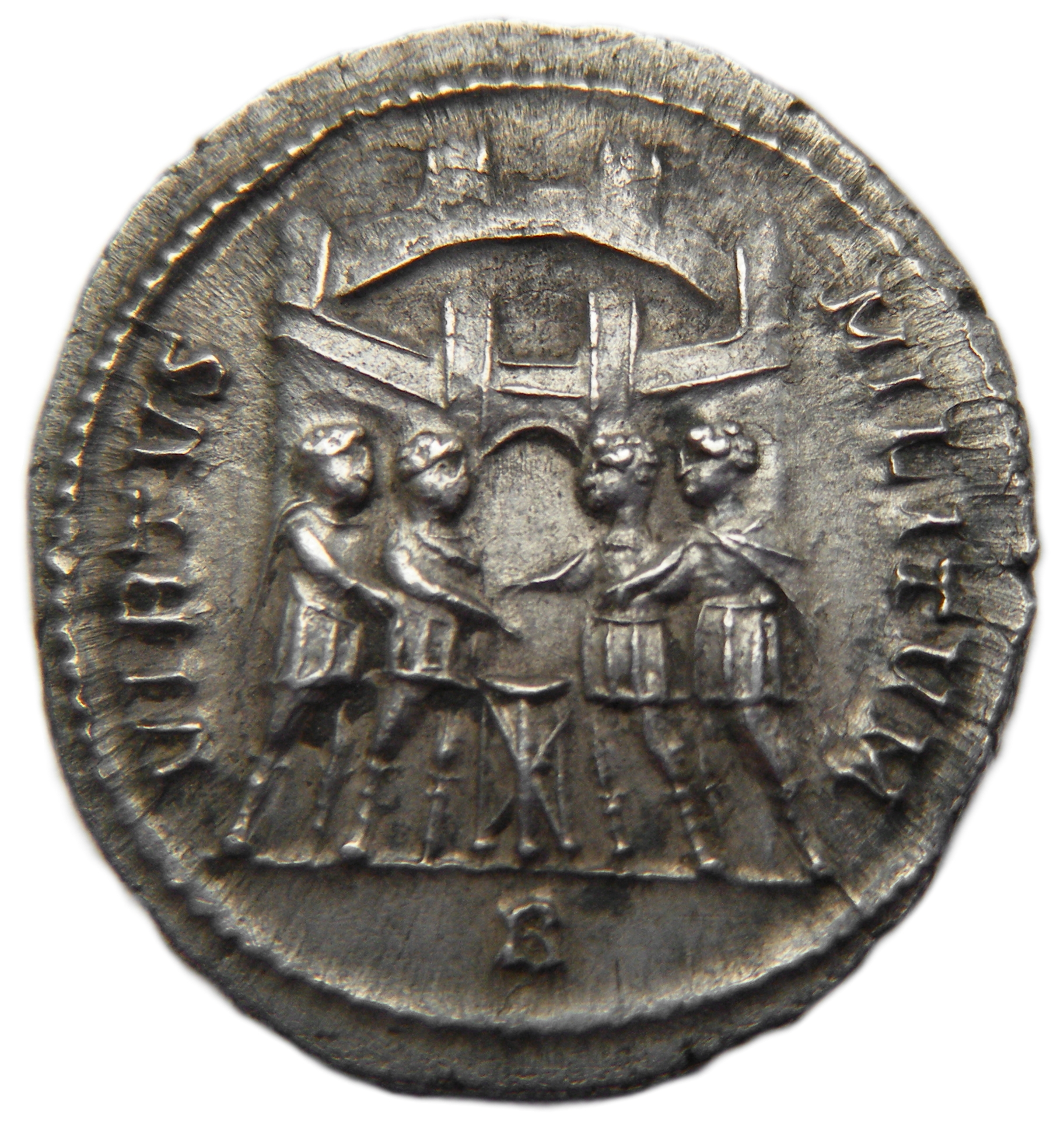
Diese Silbermünze des Diocletianus zeigt die vier Tetrarchen gemeinsam vor einem Altar opfernd

Bei der Reform der Herrschaft hin zu einer Mehrkaiserherrschaft, die er schon bald begann, konnte Diokletian sich auf Entwicklungen des Prinzipats stützen: Bereits Galba hatte 69 n. Chr. Lucius Calpurnius Piso durch die Verleihung des Titels Caesar zu seinem Nachfolger designiert. Der eigentliche Kaiser trug weiterhin den Titel Augustus. Mark Aurel ernannte 161 Lucius Verus zum Augustus und führte damit die Option ein, gleichzeitig mehrere Augusti zu haben. 238 gab es mit Pupienus und Balbinus erstmals zwei formal vollkommen gleichberechtigte Kaiser, und Valerian und Gallienus, beide im Rang eines Augustus, teilten die Herrschaft im Reich unter sich auf. An diese Traditionen knüpfte Diokletian an.

## Diokletians Tetrarchie

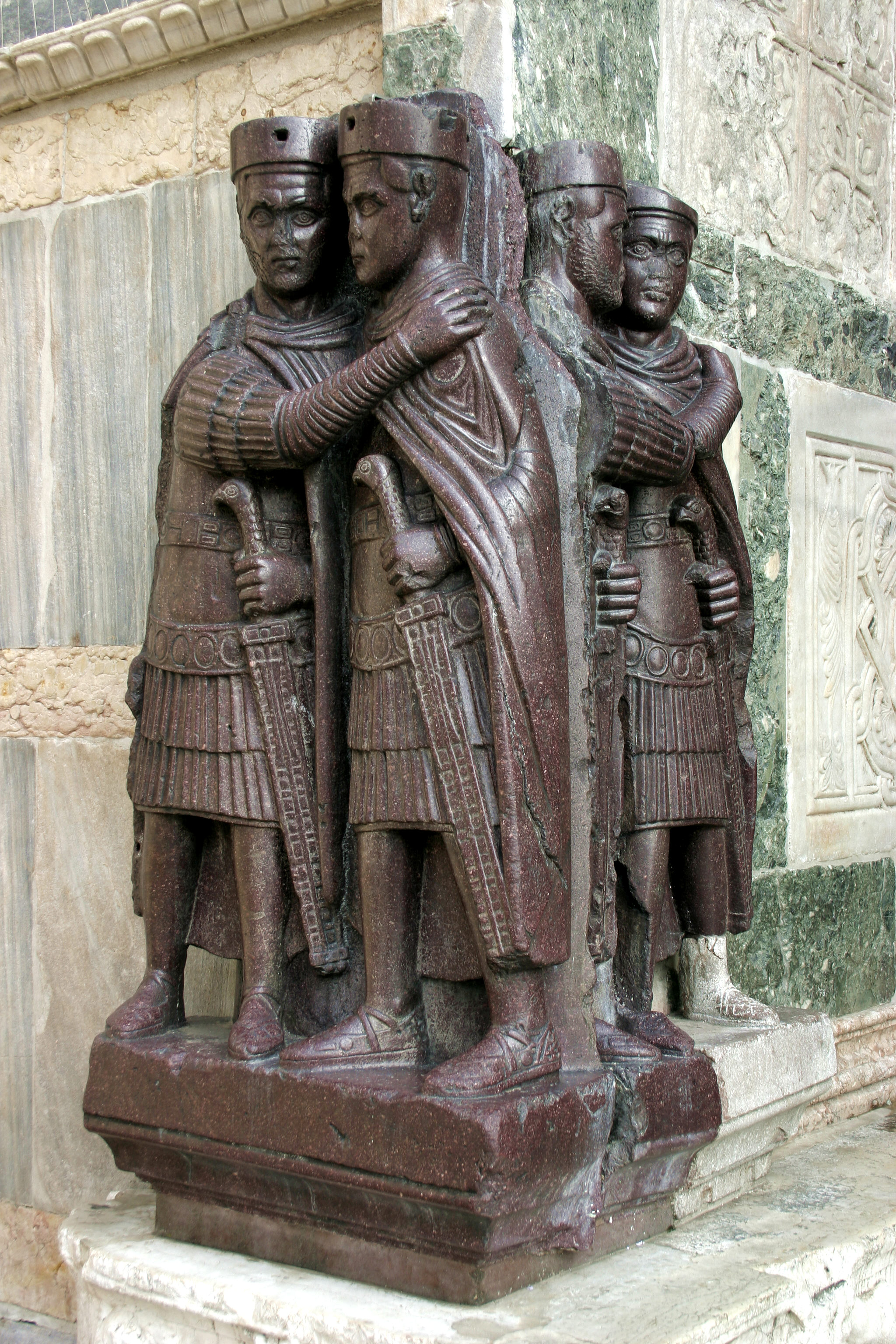
Die Venezianische Tetrarchengruppe. Spätantike Doppelskulptur aus Porphyr

### Grundzüge
Um die Bürgerkriege zu beenden, musste Diokletian vor allem das Kaisertum stabilisieren. Er zog aus der Krise die Lehre, dass das römische Reich wegen seiner Größe und wegen des Bedürfnisses nach Kaisernähe nicht mehr von einem Herrscher allein regiert werden könne. Bereits im Jahr 285 n. Chr. machte er daher Maximian zu seinem Caesar, ein Jahr später, 286, verlieh er ihm den Titel Augustus und ernannte ihn so zu seinem Mitkaiser. Das Reich wurde administrativ in eine westliche und eine östliche Hälfte aufgeteilt. Einige Jahre später, 293, systematisierte Diokletian dann das Mehrkaisertum: Er ernannte zusätzlich zwei Caesares zu untergeordneten Mitkaisern. Ob beide zeitgleich ernannt wurden oder zuerst, am 1. März, Constantius I., und erst später, am 21. Mai 293, Galerius, ist in der Forschung umstritten. Später jedenfalls feierten die beiden Caesares ihre dies imperii (Herrschaftsjubiläum) gleichzeitig am 1. März.
Das von Diokletian erdachte System beruhte auf vier Herrschern im Kaiserrang: Es gab jeweils einen Seniorkaiser (Augustus) im Westen (Residenzen waren hier von Maximian in Mailand  und Trier von Constantius I.) und im Osten (Residenz in Nikomedia von Diokletian und in Thessalonike residierte Galerius). Die Seniorkaiser adoptierten je einen Juniorkaiser (Caesar), der später sein Nachfolger werden sollte. Jedem Tetrarchen unterstand ein eigener Prätorianerpräfekt. Gesetze, die ein Augustus oder Caesar erließ, galten dabei grundsätzlich für das ganze Imperium Romanum. Das Mehrkaisersystem an sich stellte keine Neuerung dar, doch ernannte Diokletian anders als seine Vorgänger keine Verwandten zu Kaisern im Kollegium und schloss eine dynastische Thronfolge wohl sogar aus.
Diokletian selbst war formal nur an auctoritas (Würde, Autorität) überlegen: Aurelius Victor (Caes. 39) spricht davon, die übrigen Kaiser hätten zu ihm „wie zu einem Vater oder mächtigen Gott“ aufgeblickt. Dies war allerdings entscheidend: Auch später sollte sich immer wieder zeigen, dass ein Mehrkaisertum im ungeteilten Imperium nur dann funktionierte, wenn die Hierarchie innerhalb des Herrscherkollegiums eindeutig war. Andernfalls drohten Rangstreitigkeiten, die bis zu Bürgerkriegen eskalieren konnten.
Diokletian nahm als Beinamen den Titel Iovius (nach dem Göttervater Jupiter) an, sein Mit-Augustus Maximian den Namen Herculius (nach dem Halbgott Hercules); die Caesares übernahmen diese Epitheta. Auch damit wurde deutlich, dass Diokletian, der zudem einmal öfter als sein Kollege das Konsulat bekleidet und die tribunicia potestas innegehabt hatte, als senior Augustus eine übergeordnete Stellung einnahm. Diese Position wurde während seiner Regierungszeit nie in Frage gestellt. Ihm als auctor imperii verdankten die Übrigen ihr Kaisertum. Zeitgenössische Autoren betonten folgerichtig, dass das Reich weiterhin eine Monarchie sei, in der der eigentliche Herrscher von seinen drei Kollegen unterstützt werde, die Anteil an seiner kaiserlichen Macht hätten.
Das System bot Vorteile:
- Auch bei mehreren gleichzeitig auftretenden Problemen an entfernten Orten konnte überall jemand im Kaiserrang nach dem Rechten sehen und das Bedürfnis der Armeen nach Kaisernähe befriedigen.
- Dadurch, dass sich ein Caesar als Juniorkaiser einarbeiten konnte, gab es mehr Stabilität.
- Wenn ein Augustus im Caesar einen designierten Nachfolger hatte, der bereits an der Macht war, brachte es für potentielle Usurpatoren keinen Vorteil, den Augustus zu ermorden. Überhaupt stand ein Usurpator immer mindestens 3 Kaisern gegenüber.
- Indem die Kaiser verdienten Militärs die Möglichkeit boten, in das Herrscherkollegium aufgenommen zu werden, statt den Zugang zur Macht wie zuvor an eine einzige Familie zu binden, bot sich ehrgeizigen Männern eine gewaltlose Alternative zur Usurpation.[5]

Das System funktionierte in den ersten Jahren recht gut. Diokletian, als Augustus des Ostens, machte 293 Galerius zum Caesar. Maximian, der Augustus des Westens, adoptierte seinen Caesar Constantius Chlorus. Die Arbeitsteilung bewährte sich: Diokletian kümmerte sich um Aufstände in Ägypten, während Galerius die persische Grenze befriedete, Maximian die nordafrikanische Provinz sicherte und Constantius zunächst in Britannien für Ordnung sorgte und dann die Rheingrenze verteidigte und mit Festungen sicherte. Formal allerdings behielt sich Diokletian das letzte Wort im Gesamtreich vor und beschränkte sich nicht nur auf den Osten. So ordnete er zum Beispiel 303 Christenverfolgungen im gesamten Reich an.
Unter Diokletian wurde eine Vielzahl von Reformen angestoßen, die weit in die Spätantike hineinwirkten. So wurden die Provinzeinteilung und das Militär reformiert. Zudem wurde eine kaiserliche Zentralverwaltung (militia officialis) geschaffen. Um der Inflation zu begegnen, erließ er ein Höchstpreisedikt und beendete die Münzverschlechterung früherer Kaiser. Schließlich ist noch eine umfassende Steuerreform zu nennen, die die für das Heer notwendigen Mittel sichern sollte. In den Jahren 303–305 kam es, wie gesagt, zu einer reichsweiten Christenverfolgung. Diese ist im Zusammenhang mit der religiösen Begründung der Tetrarchie zu sehen: Diokletian betrachtete Jupiter, Maximian Hercules als Schutzgottheit; diesen Göttern zu opfern, galt daher als Ausdruck von Loyalität. Die Christen jedoch beschimpften die traditionellen römischen Götter als Götzen; und indem sich radikale Christen auch dem Kaiserkult verweigerten, zogen sie den Zorn der Tetrarchen auf sich.

### Tetrarchische Selbstdarstellung

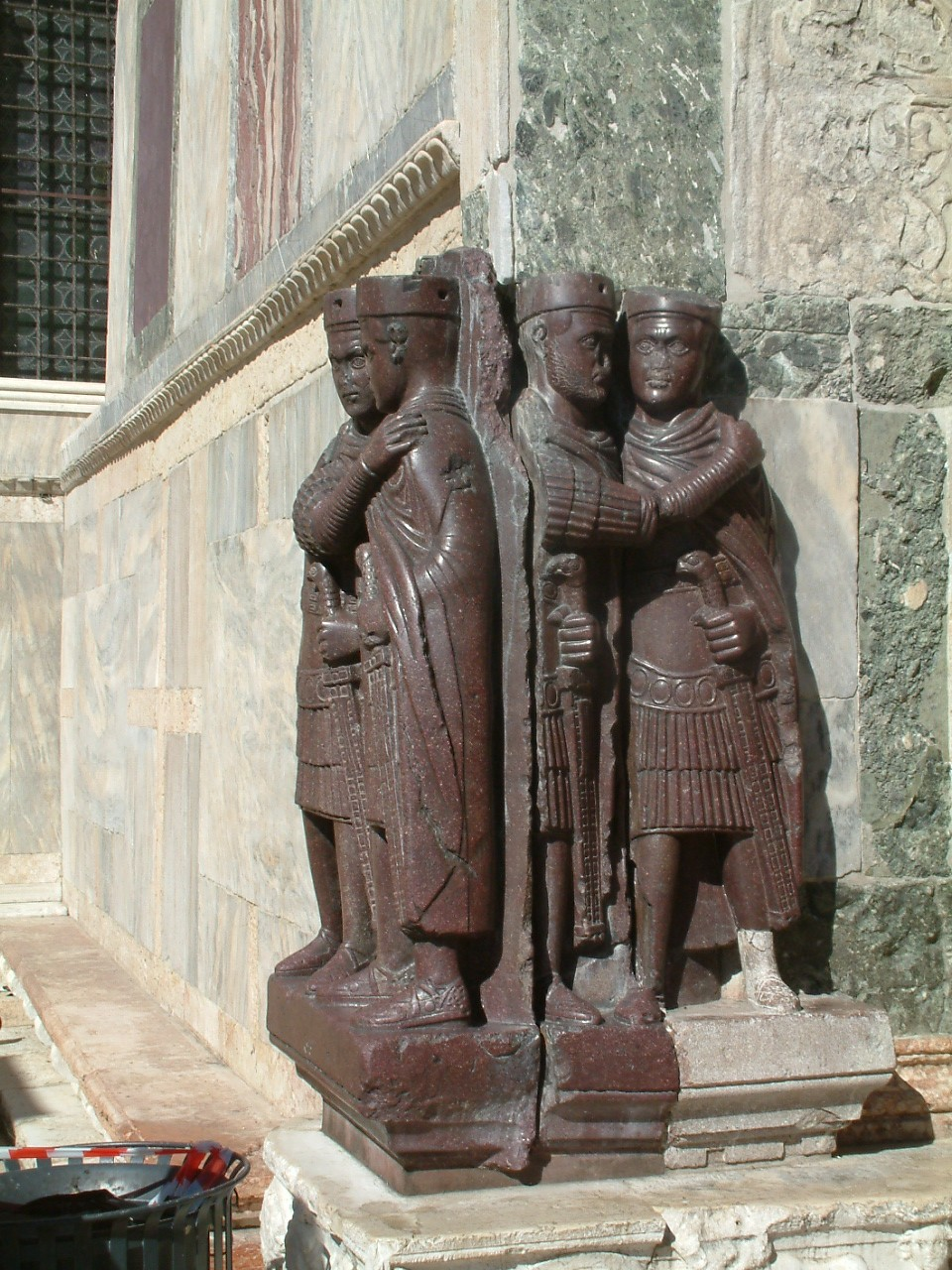
Venezianische Tetrarchengruppe aus einer anderen Perspektive

Eine Porphyrgruppe, die nach 1204 von Konstantinopel nach San Marco in Venedig gebracht wurde, zeigt die Tetrarchen miteinander vereint. Jeweils zwei der Kaiser sind mit einer engen Umarmung zu einem Paar verbunden. Ihr äußeres Erscheinungsbild deckt sich fast exakt, wodurch eine Benennung der Personen mit Hilfe ihrer Porträts unmöglich ist. Alle Figuren sind gleich groß, tragen eine gleich ausgearbeitete Schutzpanzerung und einen schweren Soldatenmantel (Chlamys). Sie sind mit einem Schwert bewaffnet und ihr Haupt wird von flachen Kappen bedeckt. Die Herrscher sind ohne individuelle Züge ihrer Persönlichkeit dargestellt, ihre Bildnisse, ganz im Sinne ihrer gleichberechtigten Regentschaft und als Zeichen der überindividuellen Gültigkeit des tetrarchischen Prinzips beinahe einheitlich ausgearbeitet.
In der älteren Forschung neigte man dazu, in jedem Paar einen Augustus und einen Caesar zu sehen, mittlerweile gilt jedoch gemeinhin als wahrscheinlicher, dass wohl jeweils zwei Augusti und zwei Caesares gemeinsam dargestellt sind – je ein Herculius mit einem Iovius. Rollt man die Eckgruppe in einer geraden Linie auf, so stellen die beiden Kaiser auf der linken Seite die Caesares, die rechts die Augusti dar.
Grundsätzlich stimmen alle vier Bildnisse in ihren Gesichtsformen überein, eine Abweichung bildet lediglich die Angabe eines Bartes bei zweien sowie die besonders strenge Miene des links stehenden Caesars. Aufgrund dieser ausgeprägten Stirnzeichnung wird angenommen, dass es sich bei dieser Figur um Galerius handelt, der auch in anderen Porträts in diesem Typus erscheint. Seine Mitregenten wären demnach an sein individuelles Bildnis angepasst worden. Die Benennung der Tetrarchen der Porphyrgruppe von links nach rechts wäre somit folgende: die Caesares Galerius und Constantius, sodann die Augusti Diokletian und Maximian.
Als weitere Denkmäler, auf denen Tetrarchen erscheinen, sind die Porphyrgruppe im Vatikan, der Galeriusbogen von Thessaloniki und der Konstantinsbogen zu nennen. Erhalten sind ferner mehrere Lobreden, in denen das Leistungsprinzip als ideologische Basis der Tetrarchie herausgestellt und die Bedeutung dynastischer Legitimation bestritten wird.

### Abdankung Diokletians und Maximians

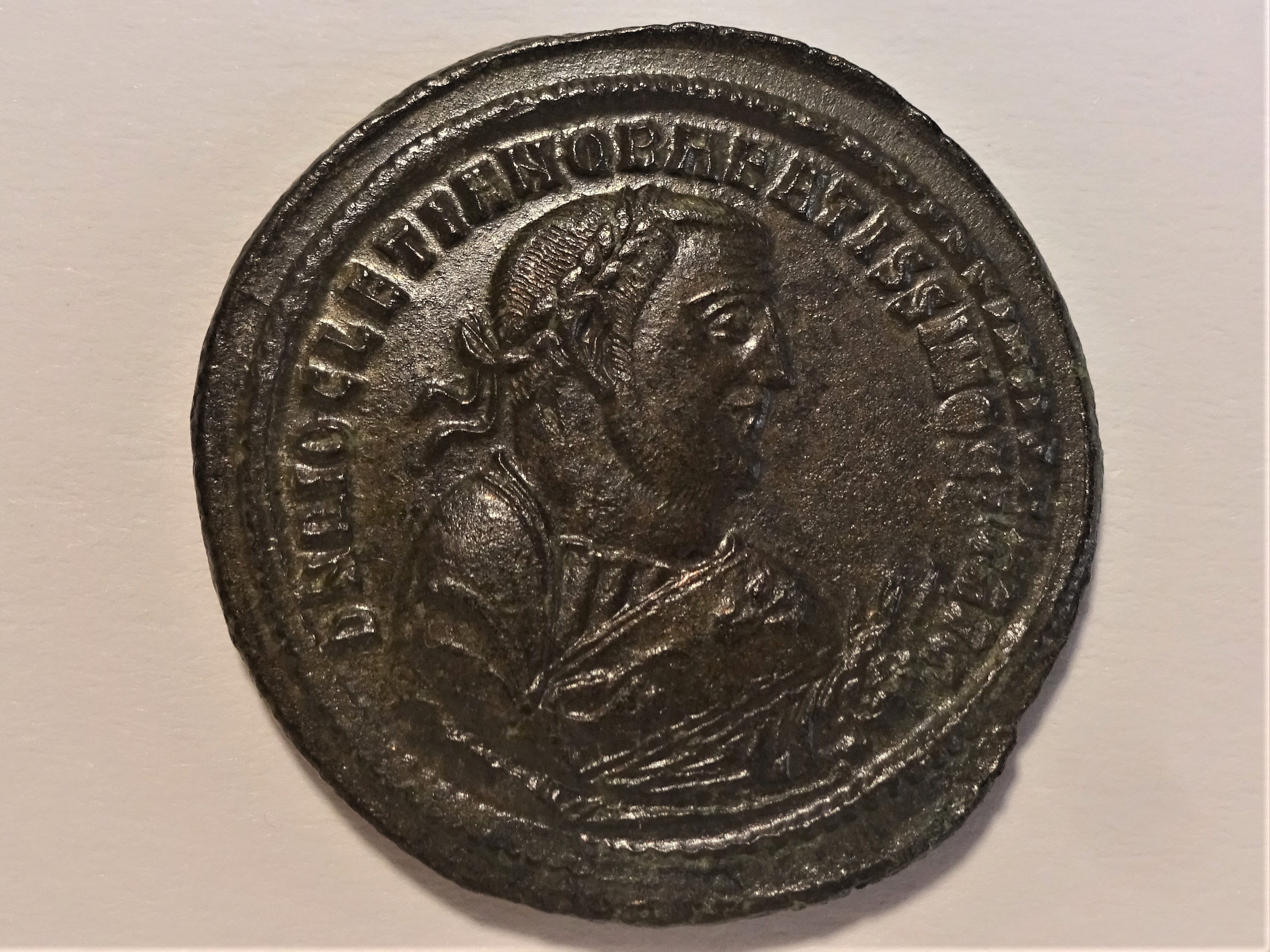
Diocletian im fortgeschrittenen Alter auf Follis

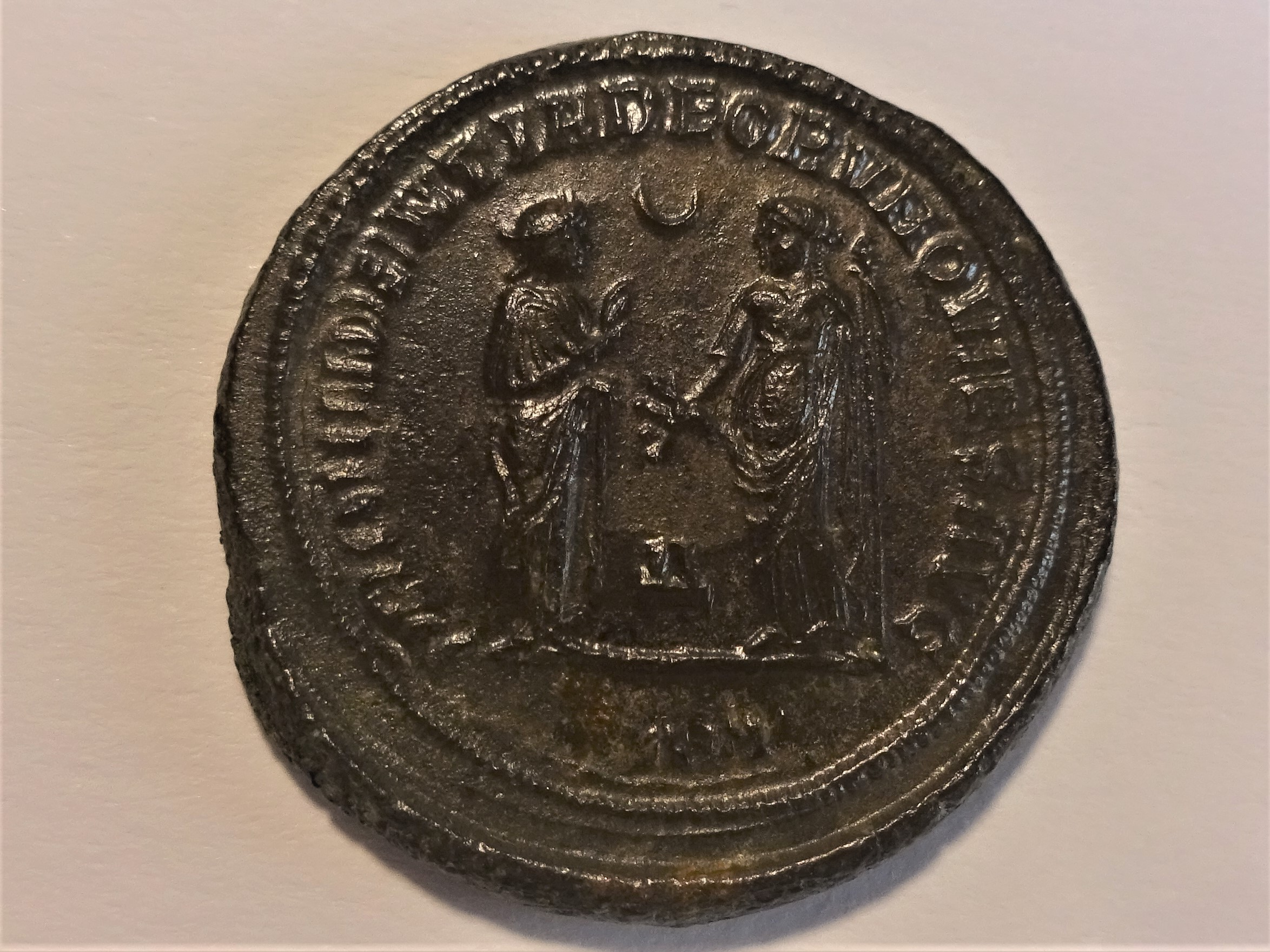
Die göttliche Vorsehung der ruhenden Augusti in Umschrift um die personifizierte Providentia und Quies

Am 1. Mai 305 traten Diokletian und Maximian in zwei Staatsakten in Nikomedia (Diokletian) bzw. Mailand (Maximian) als aktive Kaiser zurück. Wann Diokletian diese Entscheidung traf und welche Gründe ihn dazu bewogen, ist umstritten. Lactanz berichtet von einer schweren Krankheit des Kaisers, die ihn geistig und körperlich zerrüttet habe, sodass ein Rücktritt nötig geworden sei. Maximian sei dieser Überlieferung zufolge gleichfalls zurückgetreten, um das auf Symmetrie und Eintracht (concordia) gegründete System der Tetrarchie nicht zu gefährden. Da Diokletian aber noch 308 aktiv in die Reichspolitik eingriff und mindestens bis 311 lebte, wird Lactanz' Behauptung, der Kaiser sei krank und schwach gewesen, von vielen Forschern bezweifelt.
Vielfach geht man davon aus, dass der Entschluss zum Rücktritt bereits 303 bei einem Treffen der Augusti in Rom, wo die Kaiser ihre Vicennalien (ihr 20-jähriges Herrschaftsjubiläum) feierten, gefallen sei. Ein weiteres wichtiges Argument stellt der Bau des Diokletianspalasts in Spalato (Kroatien) dar. Der Beginn des Baus kann zwar nicht genau datiert werden, da er aber offenbar von Beginn an als Alterswohnsitz konzipiert und daher offenbar 305 bereits bewohnbar war, könnte der Rücktritt mehrere Jahre Vorlaufzeit gehabt haben.
Umstritten ist auch die Frage, ob die Abdankung ein fester Bestandteil von Diokletians tetrarchischem Herrschaftssystem war. Viele Forscher vermuten, Diokletians Plan habe vorgesehen, dass jeder Kaiser 20 Jahre aktiv regieren sollte: zehn Jahre als Caesar und anschließend zehn Jahre als Augustus. Auf diese Weise wäre sichergestellt gewesen, dass mindestens alle 10 Jahre zwei neue Männer in kaiserlichen Rang aufsteigen konnten. Dieses System sei auch später noch etwa von Galerius befolgt worden. Einige Forscher folgen dagegen der (allerdings erkennbar feindseligen) Darstellung des Lactanz, der zufolge Galerius 305 den Rücktritt Diokletians veranlasst und durchgesetzt habe. Timothy D. Barnes vermutet in diesem Zusammenhang, dass auf dem Kaisertreffen von 303 eine ganz andere Nachfolgeordnung festgelegt worden sei, nach der Konstantin (der Sohn Constantius’ I.) der neue Caesar des Galerius und Maxentius (der Sohn Maximians) der neue Caesar Constantius’ I. hätte werden sollen. Galerius habe dies jedoch, wie Lactanz berichtet, 305 verhindert und stattdessen eine Erhebung seines Neffen Maximinus Daia und seines Freundes Severus durchgesetzt. Langfristig habe er auch eine Thronfolge seines Sohnes Candidianus geplant. Die genauen Umstände des Ablaufs des Rücktritts sind ebenfalls kaum mehr sicher zu rekonstruieren. Für die breite Bevölkerung kam der Rücktritt 305 aber wohl überraschend.
Dass nach dem Rücktritt Diokletians Münzen geprägt wurden, die ihn auf der Porträtseite leicht gebeugt darstellen und auf der Rückseite mit der Umschrift PROVIDENTIA DEORVM QVIES AVGG die göttliche Vorsehung der ruhenden Augusti zeigen, könnte als Indiz gedeutet werden, dass für eine zeitlich befristete Herrschaft geworben werden sollte. Dem entsprechende Motive wurden auch auf den Münzen des Maximianus geprägt.

## Die zweite Tetrarchie
Sicher ist jedoch, dass Maximian im Westen Constantius zum neuen ranghöheren Augustus und Severus zum Caesaren bestellte, im Osten wurden entsprechend Galerius zum Augustus und Maximinus Daia zum Caesaren ernannt. Constantius herrschte im Westen des Reiches von Trier aus über Gallien, Britannien und Hispanien; Galerius, dessen Regierungssitz sich in Thessalonike (zeitweise auch Serdica und Sirmium) befand, über die Balkanprovinzen und Kleinasien. Severus’ Amtssprengel umfasste Italien und Africa, sein Regierungssitz war Mailand; Maximinus Daia herrschte von Antiochia aus über Vorderasien und Ägypten. Diokletian und Maximian, die nun auf Inschriften und Münzen als seniores Augusti, teilweise zusätzlich als patres impp. et Caess., also als „Väter“ der amtierenden Kaiser erscheinen, führten zwar nicht aktiv die Amtsgeschäfte, behielten aber ihre auctoritas, mit der sie die regierenden Kaiser zusätzlich legitimierten.
305 begann Constantius in Britannien einen Feldzug gegen die Pikten, zu dem ihm sein Sohn Konstantin zu Hilfe eilte. Der Feldzug verlief offenbar erfolgreich, doch starb der Augustus Ende Juli 306 an einer schweren Krankheit. Die zweite Tetrarchie mit den Augusti Constantius und Galerius scheiterte unter anderem daran, dass das dynastische Prinzip nicht vollständig ausgeschaltet werden konnte: Sowohl Maximian als auch Constantius hatten ehrgeizige Söhne, die für sich den Augustustitel beanspruchten, und auch Maximian selbst wurde zwischenzeitlich wieder aktiv.

## Auflösung der Tetrarchie
Als Constantius Chlorus 306 starb, wurde sein Sohn Konstantin von den Truppen zum Augustus ausgerufen; der senior Augustus Galerius wollte offenbar keinen Bürgerkrieg und gewährte Konstantin die Aufnahme ins Kaiserkollegium, wenn auch nur als Caesar. Hierdurch ermuntert, machte sich Maxentius, der Sohn Maximians, in Rom zum Augustus, wurde aber von den übrigen Kaisern nicht anerkannt. Sein Vater Maximian nahm bald darauf den Purpur und trat von seinem Rücktritt zurück. In einer in Carnuntum im Jahre 308 einberufenen Konferenz gelang es Diokletian, das System der Tetrarchie für kurze Zeit zu stabilisieren: Galerius und Licinius wurden Augusti, Konstantin und Maximinus Daia erhielten den neuen Titel filii Augustorum (faktisch handelte es sich um Caesaren). In Rom selbst herrschte immer noch Maxentius. Der Bitte, wieder selbst Augustus zu werden, verweigerte sich Diokletian. Die Folge waren erneute Bürgerkriege.
Nach dem Tod des Galerius 311 gab es noch vier Kaiser: Licinius, Konstantin, Maximinus Daia sowie immer noch Maxentius in Rom. Eventuell gehörte auch Candidianus kurzzeitig dem Herrscherkollegium an. Licinius und Konstantin verbündeten sich und gingen gegen die beiden anderen vor. Konstantin besiegte Maxentius 312 in der Schlacht an der Milvischen Brücke, Licinius 313 Maximinus Daia. Zwischen 322 und 324 kam es dann zum Kampf zwischen Konstantin und Licinius, und ab 324 war Konstantin alleiniger Augustus mit seinen Söhnen als Caesares.
Es hatte sich gezeigt, dass das dynastische Denken gerade beim Heer nicht verschwunden war. Die Soldaten hielten sich an ihre Feldherren oder an deren Verwandte (wie bei der Erhebung Konstantins zum Augustus nach dem Tod seines Vaters). 324 war das System der Tetrarchie gescheitert, was faktisch gleichbedeutend war mit der weitgehenden (aber nicht endgültigen) Durchsetzung des dynastischen Prinzips.

## Nachwirkung der tetrarchischen Ordnung
Zugleich blieb Diokletians Vermächtnis aber teilweise bestehen, denn das Mehrkaisertum war auch fortan die Regel: Nach 284 sollte nur noch 324–337 (Konstantin), 361–363 (Julian) und 394/95 (Theodosius I.) ein einziger Augustus das Reich regieren – und auch Theodosius war nur faktisch Alleinherrscher, denn er hatte seine unmündigen Söhne bereits zu Mitherrschern erhoben. Selbst Konstantin scheint gegen Ende seines Lebens eine neue Tetrarchie geplant zu haben, die aber aus seinen natürlichen Verwandten bestehen sollte: Neben seinen drei Söhnen sollte auch sein Neffe Dalmatius an der Macht beteiligt werden. Und anscheinend hegte noch am Ende der Spätantike Kaiser Maurikios entsprechende Pläne, als er 597 testamentarisch festlegte, die Herrschaft auf seine vier Söhne zu verteilen.

## Schematische Übersicht

### 1. Tetrarchie (293–305)
|          | Westen                 | Osten      |
| -------- | ---------------------- | ---------- |
| Augusti  | Maximian               | Diokletian |
| Caesares | Constantius I. Chlorus | Galerius   |

### 2. Tetrarchie (305–306)
Nach dem Rücktritt der beiden Augusti rücken die bisherigen Caesares auf und ernennen zwei neue Caesares. Maximinus Daia ist der Neffe des Galerius.
|          | Westen                 | Osten          |
| -------- | ---------------------- | -------------- |
| Augusti  | Constantius I. Chlorus | Galerius       |
| Caesares | Severus                | Maximinus Daia |

### 3. Tetrarchie (306–308)
Nach dem Tod des Constantius rufen seine Truppen seinen Sohn Konstantin zum neuen Augustus aus. Galerius erhebt allerdings Severus zum neuen iunior Augustus und findet Konstantin mit dem Rang eines Caesar ab.
|          | Westen        | Osten          |
| -------- | ------------- | -------------- |
| Augusti  | Severus       | Galerius       |
| Caesares | Konstantin I. | Maximinus Daia |

### 4. Tetrarchie (308–311)
Nach dem Tod des Severus rückt nicht Konstantin in den höheren Rang auf, sondern Licinius wird auf der Kaiserkonferenz von Carnuntum zum neuen Augustus des Westens bestimmt.
|          | Westen        | Osten          |
| -------- | ------------- | -------------- |
| Augusti  | Licinius      | Galerius       |
| Caesares | Konstantin I. | Maximinus Daia |

### Situation ab Mai 311
Zur weiteren Entwicklung siehe Auflösung der römischen Tetrarchie.